# Real Sociedad Gimnástica de Torrelavega
La Real Sociedad Gimnástica de Torrelavega, conocida como Gimnástica de Torrelavega o simplemente Gimnástica, es un club de fútbol español de la ciudad de Torrelavega, en Cantabria, España. Fundada en 1907, es el club decano de Cantabria. En 2007 se llevaron a cabo los actos conmemorativos del centenario de su fundación. 
Actualmente milita en la Segunda Federación y disputa sus partidos como local en los Campos del Malecón. Cuenta con unos 1500 socios[cita requerida] y varios equipos filiales que compiten en las categorías de División de Honor Juvenil, Primera Juvenil, Primera Cadete, Segunda Cadete, Primera Infantil, Segunda Infantil, Primera Alevín, Segunda Alevín, Primera Benjamín, Segunda Benjamín y Primera Prebenjamín.[cita requerida]

## Historia

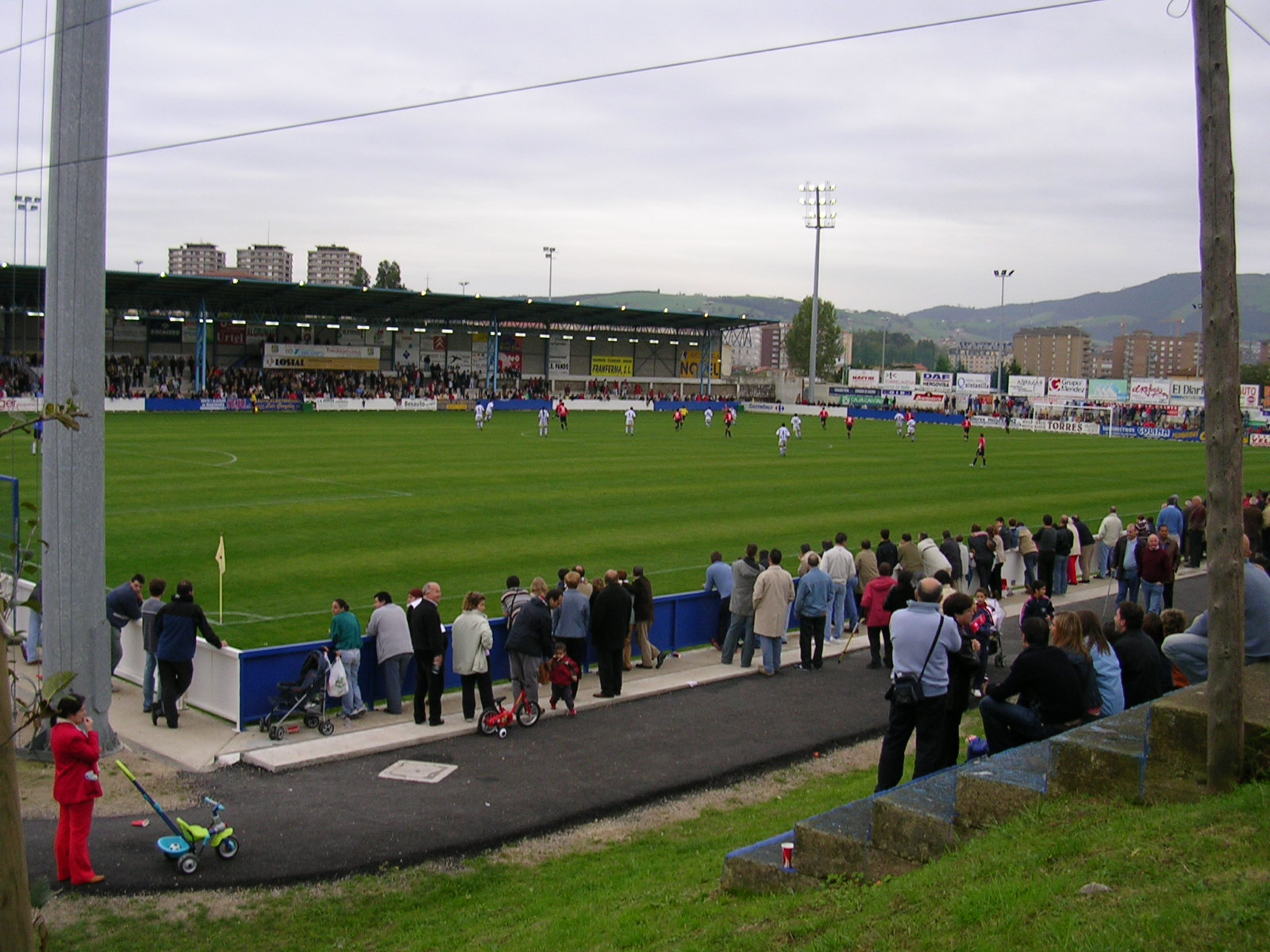
Campos del Malecón en 2004

El 28 de septiembre de 1907 se fundó la Real Sociedad Gimnástica de Torrelavega cuando Gabino Teira convocó a todos los jóvenes deportistas de Torrelavega a una reunión que se celebró en el antiguo teatro Hoyos. Allí acudieron levantadores de peso, jugadores de bolos, aficionados al pedestrismo, lanzadores de disco, futbolistas, músicos y ciclistas. La reunión fue concurrida y fructífera. Se tomó el nombre Gimnástica debido a que gran número de las actividades deportivas se realizaban en el gimnasio de la calle Joaquín Hoyos de Torrelavega.
En el acta fundacional de la sociedad se señala que Gabino Teira expuso el objeto de la convocatoria entendiendo que:

"La falta de vida de buen número de sociedades, tanto artísticas como deportivas que en Torrelavega se han formado, ha sido debido en primer lugar a la poca extensión del programa de aquellas, que generalmente se han dedicado a cultivar exclusivamente un deporte o afición determinados, lo cual hace muy difícil reunir un número suficiente de aficionados".

El primer partido de fútbol conocido de la Gimnástica se jugó el 2 de agosto de 1908. Se disputó en El Ansar contra el Santander FC. Sin embargo, el primer encuentro oficial se disputó el 2 de octubre de 1921 frente a la Unión Montañesa, que serviría para estrenar su estadio, el cual recibe el nombre de El Malecón, si bien este no se inauguró oficialmente hasta el 3 de agosto de 1922 con un partido que jugaron la Real Sociedad de San Sebastián y el Athletic Club ante la presencia de la reina Victoria Eugenia y sus hijos. 
Además de numerosos duelos amistosos con el resto de equipos de la región, daría los primeros pasos en competición oficial en el Campeonato de Cantabria, y su buena clasificación en el mismo le daría en los años 1926, 1927, 1928, 1929 y 1930 el derecho a competir por la Copa de España, que tan solo 24 clubs disputaban, enfrentándose a equipos como La Real Sociedad, Real Madrid, Alavés, Athletic Club y Atlético de Madrid, entre otros.
En la temporada 1928/29 la Gimnástica inscribió su nombre entre los fundadores de la primera Liga Nacional, militando en la Segunda División, donde terminó 4.ª, por delante de equipos como Zaragoza CD, Real Valladolid y Osasuna. En 1930 disputaría la Copa y la Liga en la Tercera División, nombre con que pasó a denominarse el grupo B de la Segunda División de España. Dos años más tarde sufriría una grave crisis económica, lo que provocó que durante algunos años pasase a jugar a nivel autonómico en el Campeonato de Cantabria, donde se proclamaría campeón en la temporada 1940/41.
La mejor temporada, con uno de los mejores equipos que se recuerda en la capital del Besaya, fue la 49/50, cuando estuvo a punto de subir a Primera División, pero una derrota en el último partido en Villagarcía de Arosa le privó de su sueño. En 1967 disputaría una eliminatoria de Copa frente al Real Madrid y un amistoso en el Malecón ante el campeón de la Copa Intercontinental, el Peñarol de Montevideo con el resultado de 1-2 para los uruguayos ante un estadio abarrotado. En la temporada 67/68 perdió la categoría de 2.ª División, lugar al que no ha regresado hasta la fecha.
Más recientemente, en la temporada 1999/2000, la Gimnástica batió todos los récords de todas las divisiones del fútbol Nacional, quedando campeona del grupo II de la Segunda División B, siendo el equipo que más puntos logró (78), el máximo goleador (59) y el menos goleado (18). La mala suerte se cebó de nuevo con el conjunto blanquiazul que no pudo alcanzar el tan ansiado ascenso a Segunda División A por un solo gol. 
Otra brillante página en la historia del club es la que escribió en la Copa del Rey, competición en la que logró alcanzar los octavos de final en la temporada 2000/2001 cuando militaba en 2.ªB, tras derrotar a equipos de Primera división como el Deportivo Alavés (finalista de la Copa de la UEFA esa temporada) y la Unión Deportiva Las Palmas y poner en apuros al Fútbol Club Barcelona empatando en el Camp Nou 0-0 y quedando eliminada merced a un solitario gol de Rivaldo en El Malecón.
En la temporada 2007/08 militó en el grupo cántabro de la Tercera División donde se proclamó campeón, con un récord histórico nacional al alcanzar los 100 puntos, habiendo marcado 113 goles. Tras otro ejercicio de mala suerte el club caería eliminado por el Futbol Club Santboià en la primera eliminatoria de la promoción de ascenso a Segunda División B, lo que condenó al equipo blanquiazul a disputar la temporada 2008/09 en la Tercera División. El conjunto de Torrelavega volvió a proclamarse campeón de la Tercera División una vez más en la temporada 2008-09, a falta de cuatro jornadas para el final de la liga, y tras superar al Lagun Onak de Azpeitia en la primera eliminatoria de ascenso retornando así a la Segunda B del fútbol español.
En la temporada 2010/2011 volvió a ser temporalmente líder de la Segunda División B, 11 años después, tras ganar a domicilio a la Sociedad Deportiva Lemona por 1-2 el 3 de octubre de 2010.
Durante la temporada 2012/2013, sufrió de nuevo graves problemas económicos, que provocaron su descenso administrativo de la Segunda División B a la Tercera División.
El día 27 de mayo de 2018 recuperó la categoría de Segunda División B tras superar en el play off de ascenso al filial del RCD Mallorca aunque no sería capaz de mantener la categoría y en la temporada 2018/2019 descendería nuevamente a Tercera División.
Tras varias temporadas en Tercera División, en la temporada 2021/2022 conseguiría el ansiado ascenso a la nueva denominada Segunda RFEF, en la cual milita actualmente.

## Datos del club

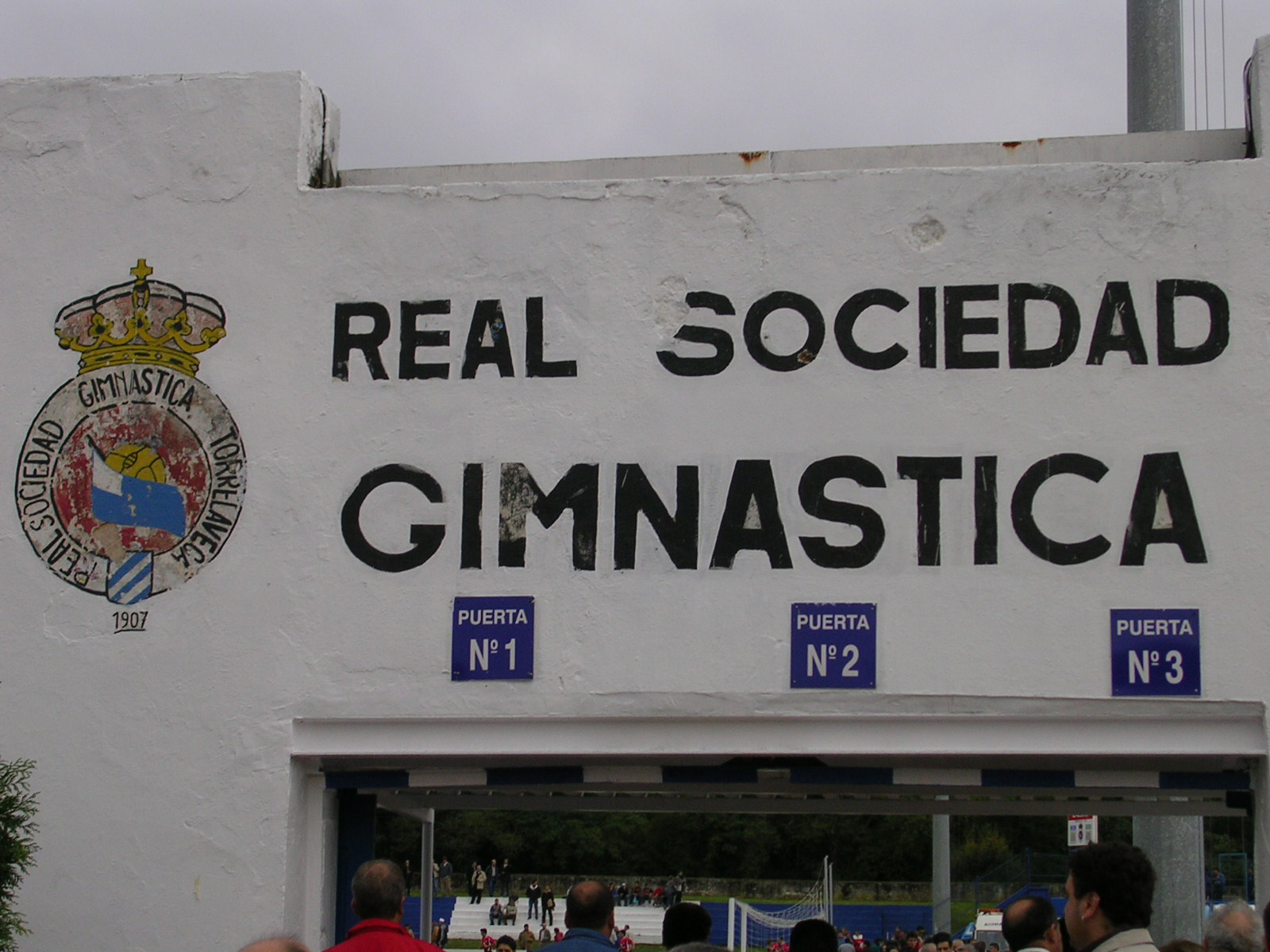
Entrada a los Campos del Malecón en 2004

- Temporadas en 2.ª: 9 (1928-29, 1939-40, 1949-50 a 1953-54, 1966-67 a 1967-68).
- Temporadas en 2.ªB y 2.ªRFEF: 21 (1987-88, 1990-91 a 1994-95, 1996-97 a 2004-05, 2006-07, 2009-10 a 2012-13, 2018-19, 2022-23 a 2024-25).
- Temporadas en 3.ª: 50 (1929-30, 1933-34, 1940-41, 1943-44 a 1948-49, 1954-55 a 1965-66, 1968-69 a 1977-78, 1979-80, 1981-82 a 1986-87, 1988-89 a 1989-90, 1995-96, 2005-06, 2007-08, 2008-09, 2013-14 a 2017-18, 2019-20 a 2021-22).
- Mejor clasificación en la Segunda División: 4.º (1928-1929, 1949-50).
- Mejor clasificación en Segunda División B: 1.º (1999-2000).
- Mejor clasificación en Tercera División: 1.º (11 veces).
- Mejor clasificación en Copa: octavos de final (1929, 2001).

## Uniforme
- Primera equipación: camiseta a rayas verticales blancas y azules, pantalón blanco, medias azules con rayas horizontales blancas.
- Segunda equipación: camiseta rojiverde a rayas verticales, pantalón y medias de color rojo.

Cronología firma deportiva y patrocinadores:
La siguiente tabla detalla cronológicamente las empresas fabricantes de indumentaria y los patrocinadores que ha tenido la Real Sociedad Gimnástica:
| Período   | Firma Deportiva | Patrocinador                       | Otro(s) Patrocinador(es)                       |
| --------- | --------------- | ---------------------------------- | ---------------------------------------------- |
| 1982-1985 | Austral         | Muebles 4 Caños                    |                                                |
| 1986-1986 | Austral         | Artes Gráficas Quinzaños           |                                                |
| 1986-1987 | Austral         | Colchonería Missiego               |                                                |
| 1987-1988 | Austral         | Boulevard Comercial Altamira       |                                                |
| 1988-1989 | Austral         | Froxá                              |                                                |
| 1989-1990 | Rasán           | Horno Pan                          |                                                |
| 1990-1995 | Lotto           | Caja Cantabria                     |                                                |
| 1995-1999 | Astore          | Caja Cantabria                     |                                                |
| 1999-2003 | Rasán           | Caja Cantabria                     |                                                |
| 2003-2004 | Rasán           | Torrelavega, Cerca de todo         |                                                |
| 2004-2005 | Rasán           |                                    |                                                |
| 2005-2006 | Rasán           | Grupo Comillas 2                   |                                                |
| 2006-2009 | Rasán           | Cantabria Liébana Tierra de Júbilo | Logotipo del Centenario                        |
| 2009-2010 | Futsal          | Cantabria Infinita                 | Hojaldre de Torrelavega                        |
| 2010-2012 | Errea           | Cantabria Infinita                 | Hojaldre de Torrelavega                        |
| 2012-2015 | Errea           | Cantabria Infinita                 | Hojaldre de Torrelavega                        |
| 2015-2016 | Joma            | Igualatorio Cantabria              | Bodegas Fos Fagus Seguridad El Diario Montañés |
| 2016-2017 | Joma            | Bibe Seguros                       | Bodegas Fos Fagus Seguridad El Diario Montañés |
| 2017-2021 | Lotto           | Bibe Seguros                       | Kirolbet Dromedario El Diario Montañés         |
| 2017-2021 | Lotto           | Bathco                             | Kirolbet Dromedario El Diario Montañés         |
| 2021-2024 | Adidas          | S&B Grupo                          | BMW Grünblau Motor Tolerancia 0 al Bullying    |
| 2021-2024 | Adidas          | La Oriental Sin Gluten             | BMW Grünblau Motor Tolerancia 0 al Bullying    |
| 2024-2025 | Nike            |                                    | BMW Grünblau Motor Tolerancia 0 al Bullying    |

## Símbolos

### Escudo
El escudo está formado por dos círculos concéntricos entre los cuales se puede leer la inscripción sobre fondo blanco: Real Sociedad Gimnástica Torrelavega. Dentro del círculo interior se encuentra, sobre fondo rojo, una bandera de color azul con un cuadrado blanco en la esquina superior izquierda, que envuelve un balón de fútbol de corte clásico. En la parte inferior y entre los dos círculos hay un pequeño escudo a rayas blancas y azules trazadas en diagonal. El emblema se completa con una corona real fruto de la concesión de dicho título por parte de la monarquía española en el año 1922.

### Himno
El himno fue compuesto en 1923 por el maestro José Lucio Mediavilla y es uno de los más antiguos del fútbol español.

Estribillo
Gloria al equipo que ayer nacido
ha combatido con fe y tesón;
¡Lanzad el grito de la victoria,
cantad la gloria del campeón!
Es nuestro pueblo quien te ha formado,
El quien te ha dado su propio ser,
El quien con beso de amor te envía,
¡lucha y confía! ¡tú has de vencer!

| Estrofas I y II Nacido al impulso de ideas de gloria, Dio un pueblo a tu vida la luz y el calor, Tu triunfo es su triunfo, tu historia es su historia, Tu lema glorioso: "nobleza y valor". Laureles de triunfo cubrieron tu frente, Son ya de tu escudo el más puro blasón, El pueblo, al cantarte, tus glorias presiente, Renueva tus bríos, ¡serás campeón! | Estrofas III y IV Tu pueblo te alienta, y es su único anhelo Vivir a tu lado, tus glorias cantar, Será, cuando luches, tu aliento y consuelo, Si vences, tu frente sabrá coronar. La noble y hermosa ciudad de la Vega Ha visto en un día crecer tu esplendor. Su honor sin mancilla en tus brazos entrega. Es ella tu madre ¡Defiende su honor! |

Cántico final
¡Gimnástica, Gimnástica!
¡tú has de vencer!

### Actos del centenario
Durante el año 2007, celebró el centenario de su fundación. Diversos actos culturales y deportivos ocuparon el panorama de la ciudad durante los 365 días. Cabe destacar el torneo triangular entre Gimnástica, Real Sociedad y Athletic Club que se adjudicó el equipo donostiarra y que emuló la inauguración de El Malecón en 1922 con la presencia de los dos representantes vascos. Además hubo exposiciones fotográficas, libros conmemorativos, composiciones y versiones musicales del himno que se interpretaron en un concierto en el teatro Concha Espina. Como colofón, el 2 de julio de 2008 la directiva fue recibida en audiencia por S.M. Juan Carlos I cumpliendo así la promesa que este hizo al club de participar en los actos del centenario.

## Estadio
Juega sus partidos en  El Malecón, con capacidad para 6.007 personas, inaugurado en 1922 y remodelado en 2011. Ha registrado llenos importantes, por encima incluso de su capacidad, en sendas eliminatorias de Copa celebradas el 30 de abril de 1967 ante el Real Madrid (2-2) y el 10 de enero de 2001 ante el F.C. Barcelona (0-1).
El estadio ha sido remodelado en 2011, con capacidad para 6007 espectadores. El presupuesto total ascendió a 5.702.397,66€.
Las localidades se disponen de la siguiente forma: 2032 en el palco Este, 1897 en el palco Oeste, 1039 en el palco Norte y 1039 en el palco Sur.
Hay 50 plazas de minusválidos, 6 cabinas de prensa, 40 localidades de palco de honor y 6 cabinas privadas con capacidad total para 54 personas. Por último, los accesos al campo son 8.

## Rivalidad
El equipo torrelaveguense mantiene una rivalidad histórica con el segundo equipo más longevo de Cantabria después de la propia Real Sociedad Gimnástica de Torrelavega, el Racing de Santander con el que disputa el derbi cántabro. Se han enfrentado en ocasiones en 2.ª, 2.ªB, 3.ª División y Copa, con un balance favorable al Racing de Santander, pero con algunas grandes victorias gimnásticas, como en su primer enfrentamiento en 1913 con un rotundo 0-5 para los blanquiazules. La última vez que se enfrentaron en competición oficial fue en la temporada 2018/19, ambos en 2.ªB, con victoria por 1-0 de los racinguistas en los Campos de Sport del Sardinero y 0-0 en el estadio de El Malecón. A nivel local la Gimnástica disputa derbis con otros equipos del municipio como el Club Deportivo Tropezón de Tanos o el Barreda Balompié.

## Filial
La Real Sociedad Gimnástica de Torrelavega eliminó su filial del organigrama del club por los problemas económicos que asolaban al club.

## Palmarés

### Torneos nacionales
- Segunda División B de España (1): 1999-00
- Tercera División de España (12): 1933-34, 1960-61, 1963-64, 1964-65, 1989-90, 1995-96, 2005-06, 2007-08, 2008-09, 2013-14, 2016-17, 2017-18.
- Fase autonómica de la Copa RFEF (3): 2002-03, 2015-16 y 2021-22.
  - Subcampeón de la fase autonómica de la Copa RFEF (5): 1999-00, 2001-02, 2005-06, 2013-14 y 2019-20.

### Torneos regionales
- Campeonato de Cantabria (1): 1940-41.
- Campeonato de Cantabria de Aficionados (2): 1985 y 1987.
- Subcampeón del Campeonato de Cantabria de Aficionados (1): 1981.

### Premios
- Trofeo Invicto Don Balón: 2008-2009.

### Trofeos amistosos
- Trofeo Ayuntamiento de Langreo (1): 1992
- Trofeo Bar Gúmer (1): 1987[4]
- Torneo Triangular Ayuntamiento de Polanco (1): 2012.[5]
- Trofeo Memorial Alfonso Magdalena (1): 2012[6]
  - Subcampeón del Memorial Rober (3): 2011,[7] 2012,[8] y 2013.[9]
  - Subcampeón del Torneo 90 Aniversario Unión Club-Homenaje a Manolo Preciado (1): 2013.[9]

## Curiosidades
- Uno de los primeros entrenadores que tuvo en competición oficial fue el inglés Samuel Wolstenholme, exjugador de Everton y Blackburn Rovers e internacional con Inglaterra, que dirigió al equipo entre 1924 y 1926,.
- Durante la guerra civil española el estadio de El Malecón sufrió un bombardeo por parte de la aviación Rebelde.
- El 13 de abril de 2004 durante unas mejoras para el terreno de juego de El Malecón, los operarios encargados de la obra encontraron un proyectil de la Guerra Civil (1936-39) de 75 centímetros de longitud y cargado con 25 kilos de explosivo. El hallazgo se produjo cuando una pala excavadora que removía el terreno de juego golpeó el artefacto que se hallaba a cinco metros de profundidad. El susto del trabajador fue mayúsculo cuando se enteró de que su descubrimiento casual podía haber causado daños mayores, ya que la carga de la bomba estaba en perfecto estado.
- En la temporada 66/67 en Segunda División  consiguió superar a su máximo rival en la clasificación de Liga, el Racing de Santander. La última vez que los dos principales equipos cántabros se enfrentaron en competición oficial fue en la temporada 2018/19 militando ambos en 2.ªB.
- La selección española de fútbol disputó un partido amistoso contra la Gimnástica que sirvió de preparación para los Juegos Olímpicos de Atlanta 1996. El resultado fue de 0-6 a favor del combinado nacional, en el que militaban jugadores de la talla de Raúl o Mendieta.
- En la temporada 2004/05 jugadores y aficionados realizaron un encierro de más de un mes en los vestuarios de El Malecón en protesta por falta de pagos a la plantilla durante muchos meses, debido a la mala gestión de la directiva.